# Melanthia dentistrigata
Melanthia dentistrigata är en fjärilsart som beskrevs av W. Warren 1893. Melanthia dentistrigata ingår i släktet Melanthia och familjen mätare. Inga underarter finns listade i Catalogue of Life.